# Naubise
Naubise (nep. नौबिसे) – gaun wikas samiti w środkowej części Nepalu w strefie Bagmati w dystrykcie Dhading. Według nepalskiego spisu powszechnego z 2001 roku liczył on 2730 gospodarstw domowych i 14668 mieszkańców (7201 kobiet i 7467 mężczyzn).